# Ocean Drive (canción)
«Ocean Drive» es una canción del álbum Ocean Drive, escrita por Paul Tucker, producida por Mike Peden e interpretada por el dúo británico Lighthouse Family. Se publicó como el segundo sencillo en octubre de 1995 alcanzando el Top 40 en el Reino Unido
En mayo de 1996 volvió a ser reeditada alcanzando el Top 20.
Originalmente, la canción fue escrita y compuesta por Tucker en 1989, aunque nunca la cantó. Tunde Baiyewu es la voz cantante del sencillo.

## Pistas y formatos
| #                   | Título                           | Duración |
| ------------------- | -------------------------------- | -------- |
| UK CD single (1995) |                                  |          |
| 1.                  | "Ocean Drive" (7" Mix)           | 3:46     |
| 2.                  | "Ocean Drive" (Linslee R&B mix)  | 4:00     |
| 3.                  | "Ocean Drive" (Rokstone dub mix) | 5:19     |
| 4.                  | "Ocean Drive" (Tactica mix)      | 3:06     |

| #                   | Título                          | Duración |
| ------------------- | ------------------------------- | -------- |
| UK CD single (1996) |                                 |          |
| 1.                  | "Ocean Drive" (7" radio mix)    | 4:02     |
| 2.                  | "Ocean Drive" (Linslee R&B mix) | 4:01     |
| 3.                  | "Ocean Drive" (Linslee '96 mix) | 4:46     |
| 4.                  | "Lifted" (acoustic version)     | 3:15     |

## Posicionamiento
| Lista (1995)      | Posición |
| ----------------- | -------- |
| UK Singles Chart  | 34       |
| Eurochart Hot 100 | 87       |

| Lista (1996)      | Posición        |
| ----------------- | --------------- |
| UK Singles Chart  | 11 (Re-edición) |
| Eurochart Hot 100 | 40 (Re-edición) |